# Charles Duke
Charles Moss Duke  (Charlotte, Észak-Karolina, 1935. október 3. –)  amerikai űrhajós, a tizedik ember a Holdon.

## Életpálya
A légierő ezredese. 1966. április 4-től az ötödik amerikai csoport tagjaként kezdte meg az űrhajóskiképzést. 11 napot, 1 órát és 51 percet töltött a világűrben. 1976. január 1-jén elköszönt a NASA űrhajósaitól, valamint kilépett a hadseregből. Egy texasi cég igazgatója lett.

## Repülések
(zárójelben a repülés dátuma)
- Apollo–16 (1972. április 16. – 1972. április 27.)

### Apollo–13
Duke volt az Apollo–13 tartalék holdkomppilótája. A tervezett indulás előtt egy héttel kanyarós lett, aminek következtében Thomas Mattingly helyett Jack Swigert tartalék parancsnokimodul-pilóta repült (Mattingly nem volt immunis erre a betegségre).

### Apollo–16
Az Apollo–16 az ötödik, holdraszálló amerikai küldetés. John Young parancsnok és Charles Duke  holdkomppilóta 71 órát töltött a Hold felszínén, ebből három holdséta során 20 óra 14 percet az Orion holdkompon kívül.

### Apollo–17
Az Apollo–16 legénysége volt az utolsó holdexpedíció, az Apollo–17 tartalék legénysége.

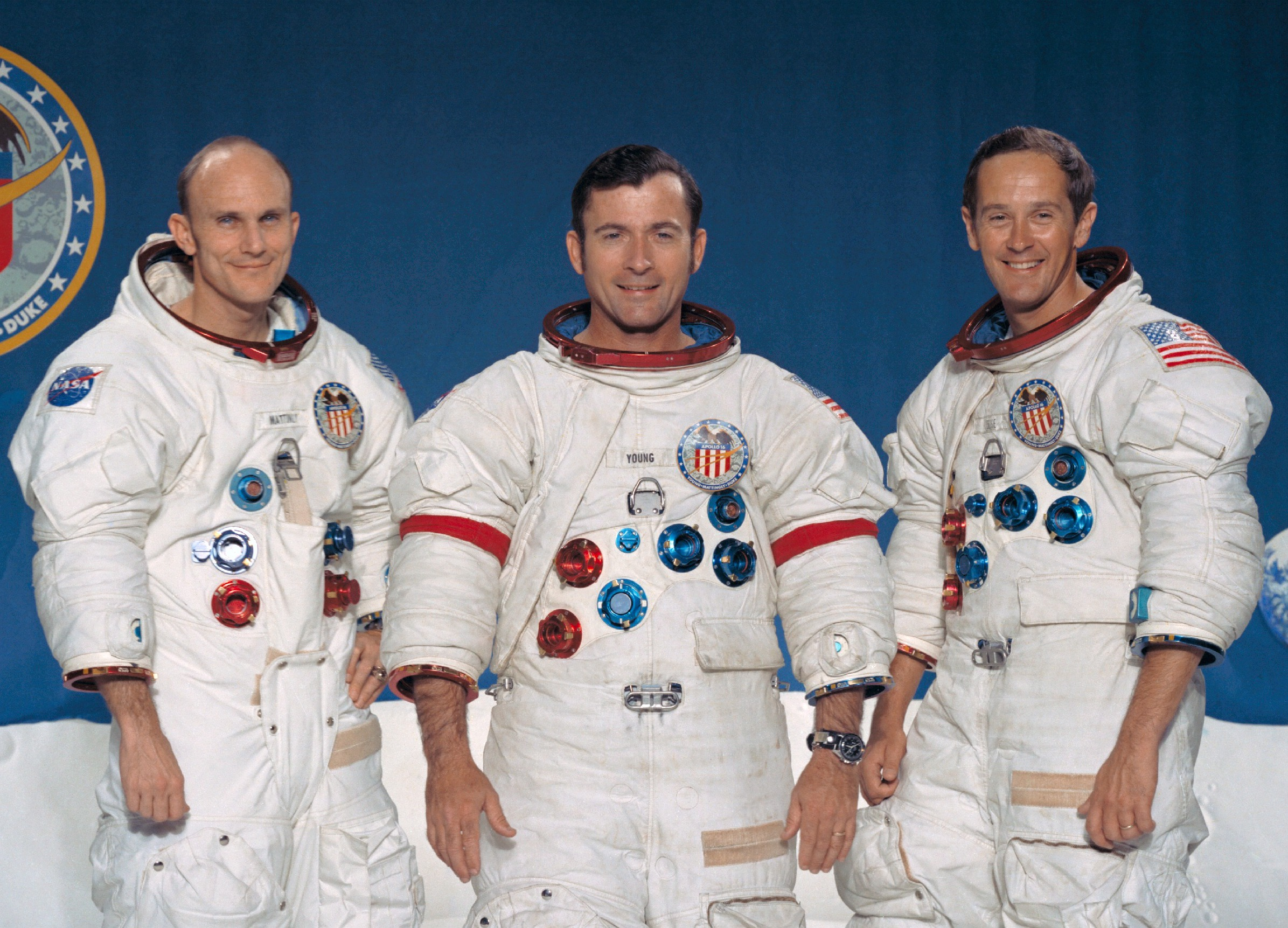
Apollo–16
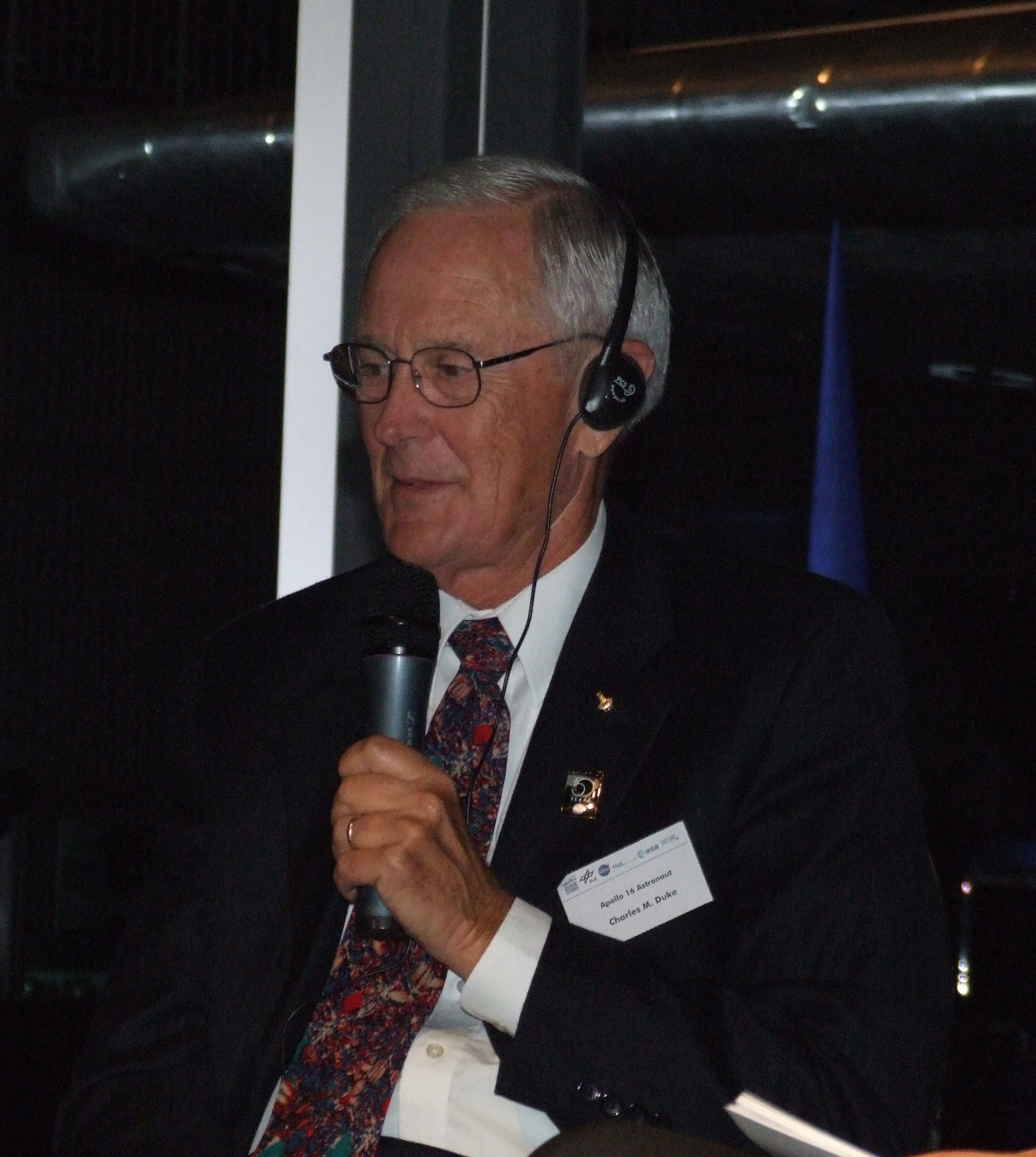
Charlie Duke, 2.10.2008, Technik Museum Speyer